# جون غورتن
السير جون غراي غورتن، حاصل على كل من وسام القديس ميخائيل والقديس جرجس، ووسام أستراليا، ووسام رفقاء الشرف (9 سبتمبر 1911 – 19 مايو 2002). كان رئيس وزراء أستراليا التاسع، وتولى منصبه في الفترة بين عامي 1968 و1971. قاد الحزب الليبرالي خلال تلك الفترة، بعد كونه وزيرًا في الحكومة لفترة طويلة.
ولد غورتن لأبوين غير متزوجين وعانى طفولة مضطربة. درس في كلية براسينوز، أوكسفورد، بعد تلقيه تعليمه الثانوي في مدرسة غيلونغ الثانوية، ثم عاد إلى أستراليا لاستملاك ممتلكات أبيه في شمالي فيكتوريا. التحق غورتون بالقوات الجوية الملكية الأسترالية سنة 1940، وخدم كطيار مقاتل في ملايو وغينيا الجديدة خلال الحرب العالمية الثانية. تعرض لإصابات خطيرة في وجهه إثر حادث هبوط على جزيرة بينتان في عام 1942، أثناء عملية إجلائه (بمساعدة فرانك كورتيس الذي أصبح لاحقًا سياسيًا معارضًا في الانتخابات التكميلية لدائرة هيغينز الانتخابية سنة 1968)، تعرضت سفينته للدمار والغرق بعد نسفها من قبل غواصة يابانية. عاد إلى الزراعة بعد تسريحه من منصبه في عام 1944، وانتخب عضوا في مجلس كيرانج شاير في عام 1946؛ ثم خدم فترة كرئيس للمقاطعة.
بعد فشل ترشح سابق على مستوى الولاية، انتخب غورتن لمجلس الشيوخ في الانتخابات الفيدرالية عام 1949. أبدى اهتمامًا بالغًا بالسياسة الخارجية، واكتسب سمعة ثابتة كمناهض للشيوعية. في سنة 1958، تبوأ غورتن منصبه في الوزارة، وخلال العقد التالي، شغل عددًا من الحقائب في حكومتي روبرت منزيس وهارولد هولت. تولى في أحيان مختلفة مسؤوليات في البحرية، والأشغال العامة، والتعليم، والعلوم. ترقى إلى مجلس الوزراء في عام 1966، وفي العام التالي رقي إلى منصب رئيس الحكومة في مجلس الشيوخ.
غلب غورتن ثلاثة مرشحين آخرين للقيادة الليبرالية بعد اختفاء هارولد هولت في 17 ديسمبر سنة 1967. وأصبح أول عضو في مجلس الشيوخ يتولى منصب رئيس الوزراء، ولكنه سرعان ما انتقل إلى مجلس النواب وفقًا للاجتماع الدستوري. استمرت حكومة غورتن بالتدخل الأسترالي في حرب فيتنام، ولكنها بدأت في سحب قواتها وسط تزايد السخط العام. احتفظ بمنصبه في الانتخابات الاتحادية عام 1969، رغم حصوله على أغلبية قليلة للغاية. إن السياسات الداخلية التي تبناها غورتن، والتي أكدت على المركزية والاقتصاد القومي، كانت في كثير من الأحيان مثيرة للجدل في حزبه، وأدى أسلوبه الفرداني أدى نفور العديد من أعضاء حكومته. استقال من منصبه كزعيم ليبرالي في عام 1971 بعد اقتراح حجب الثقة من في زعامته، وحل محله ويليام مكمان.
بعد خسارته لرئاسة الوزراء، انتخب غورتن نائبًا للزعيم في عهد مكمان وعين وزيرًا للدفاع. أقيل بحجة عدم الولاء بعد أشهر قليلة. بعد هزيمة الائتلاف في الانتخابات الفيدرالية التي جرت في عام 1972، وقف جورتون كبديل لمكمان ولكنه لم يلق نجاحًا. خدم لوقت وجيز كنائب في جبهة المعارضة تحت قيادة بيلي سنيدن، لكنه غادر منصبه في العام 1974 وأمضى بقية حياته المهنية عضوًا في البرلمان. استقال غورتن من الحزب الليبرالي بعد انتخابات مالكوم فريزر زعيمًا، وفي انتخابات عام 1975، نظم حملة انتخابية غير ناجحة لمجلس الشيوخ باعتباره مستقلًا (غير حزبي). قضى عدة سنوات كمعلق سياسي، متقاعدًا من الحياة العامة في سنة 1981.

## نشأته

### ولادته وخلفية عائلته
كان جون غراي غورتن الطفل الثاني لأليس سين وجون روز غورتن؛ ولدت أخته الكبرى روث سنة 1909. لم تكن لديه شهادة ميلاد، إلا أن الأوراق الرسمية سجلت تاريخ ولادته في 9 سبتمبر سنة 1911 ومكان ولادته في ويلينغتون، نيوزيلندا. سجلت ولادته في ولاية فيكتوريا كما التاريخ المذكور آنفًا، ولكن في ضاحية براهران الداخلية في ملبورن. إلا أن تلك الورقة تضمنت عددًا من الأخطاء، إذ إنه ذكر باسم «جون ألغا غورتن»، وسجل والداه كزوج وزوجة، وكان اسم والده غير صحيح، وسجلت شقيقته على أنها متوفية. في مرحلة ما، أخبره والده أنه قد ولد بالفعل في ويلينغتون. لا توجد سجلات عن ولادته في نيوزيلندا، ولكن من المعروف أن والديه سافرا إلى هناك في مناسبات عدة. بدا أن غورتن اعتقد بالفعل أنه ولد في ويلينغتون، إذ أدرج المدينة على أنها مكان ميلاده في أوراق الانتساب للقوات الجوية الملكية الأسترالية.
في حال كان جون غورتن مولودًا فعلًا في نيوزيلندا، فإن ذلك كان سيجعله مواطنا نيوزيلنديًا اعتبارًا من 1 يناير 1949 بموجب تغييرات أدخلت على قانون الجنسية النيوزيلندي. كان التمتع بجنسية مزدوجة ليجعل جورتون غير مؤهل للجلوس في البرلمان الفيدرالي الأسترالي بموجب المادة 44 من الدستور الأسترالي. بالتالي فإن أهلية غورتن للجلوس في البرلمان طوال حياته المهنية غير واضحة.
ولد والد غورتون لعائلة من الطبقة الوسطى في مانشستر بإنجلترا في المملكة المتحدة. انتقل في شبابه إلى جوهانسبرغ، جنوب أفريقيا، حيث عمل تاجرًا. خلال حرب البوير الثانية (حرب جنوب أفريقيا أو حرب الاستقلال الثانية)، اكتسب سمعة بأنه مستفيد من الحرب. نجا من ليديسميث بالتسلل عبر خطوط بوير ثم توجه إلى أستراليا. انخرط في مشاريع تجارية مختلفة في ولايات متعددة، وقيل إنه «عاش على حواف ثروة لم تتحقق». كان المخترع جورج يوليوس أحد شركائه في العمل. في مرحلة ما، انفصل والد غورتن عن زوجته الأولى كاثلين أوبراين، وبدأ العيش مع أليس سين المولودة في ملبورن لأب ألماني وأم أيرلندية. لكن كاثلين رفضت الطلاق منه. وتشير بعض الوثائق الرسمية إلى أن والدي غورتون قد تزوجا في نيوزيلندا في وقت ما، ولكن لا توجد سجلات توثق ذلك؛ إذ إن أي زواج بهذا الشكل سيكون على ضر (متزوج من امرأتين). لم ينكر غورتن قط عدم شرعيته كشخص بالغ، ولكن الموضوع لم يعرف عمومًا إلى أن نشرت سيرته الذاتية أثناء فترة رئاسته للوزراء. 

### طفولته
قضى غورتن سنواته الأولى برفقة جديه من أمه في بورت ملبورن، إذ كان والداه غالبًا غائبين في رحلات عمل. عندما كان تقريبًا ي الرابعة من عمره/ أخذه والداه للعيش معهما في سيدني، حيث كانت لديهما شقة في إيدجكليف. تلقى غورتون تعليمه في مدرسة إيدجيكليف الإعدادية. عندما كان في الثامنة من عمره، أصيبت أمه بالسل وأرسلت إلى مصحّ لتجنب نقل العدوى. توفيت في سبتمبر سنة 1920 عن عمر 32 سنة. أرسل والد غورتن ابنه للعيش مع زوجته كاثلين. هناك التقى بأخته روث للمرة الأولى؛ والتي كان قد أخبر من قبل أنها ماتت. رغم أنه كانت تربطهما صلة أخوة كاملة، إلا أنها تربت على يد كاثلين منذ ولادتها، ونادرًا ما رأت والديها البيولوجيين. عاش غورتن في البداية مع كاثلين وروث في بيتهما في كرونولا. وانتقلا لاحقًا إلى بيت أكبر في كيلارا، شمالي سيدني.
فيما كان غورتن يعيش في كيلارا، بدأ دراسته في كلية هيدفورت، وهي مدرسة خاصة قصيرة الأمد أدارها قسيس أنجليكي سابق. في سنة 1924، التحق بمدرسة إنجلاند الثانوية التابعة لكنيسة سيدني، بداية على أساس أسبوعي ثم بدوام كامل. لم يكن متفوقًا أكاديميًا، إذ فشل في الشهادة المتوسطة في أول محاولة له، ولكنه كان شابًا محبوبًا وجيدًا في الرياضة. بدأ غورتن قضاء العطلة مع أبيه، الذي كان قد اشترى عقارًا في ميستيك بارك، فيكتوريا، وأنبت بستانًا للحمضيات. غادر المدرسة في نهاية سنة 1926، وفي السنة التالية التحق بمدرسة غيلونغ الثانوية، التي درس فيها 4 سنوات بين عامي 1927 و1930. مثل المدرسة في ألعاب القوى، وكرة القدم، والتجديف، وفي سنته الأخيرة كان عريفًا للمدرسة.

## مناصب
- انتخب عضو المجلس الخاص بالمملكة المتحدة  [لغات أخرى]‏.
- انتخب وزير الدفاع [الإنجليزية]‏ (10 ديسمبر 1958 – 18 ديسمبر 1963).
- انتخب وزير الشؤون الداخلية (أستراليا) (18 ديسمبر 1963 – 4 مارس 1964).
- انتخب وزير الخدمات الاجتماعية [الإنجليزية]‏ (18 ديسمبر 1963 – 28 فبراير 1967).
- انتخب وزير التعليم [الإنجليزية]‏ (16 فبراير 1962 – 28 فبراير 1968).
- انتخب وزير الدفاع [الإنجليزية]‏ (19 مارس 1971 – 13 أغسطس 1971).
- في 1968 Higgins by-election [الإنجليزية]‏، انتخب عضو مجلس النواب الأسترالي ‏ عن دائرة هيغينز [الإنجليزية]‏ (24 فبراير 1968 – 11 نوفمبر 1975).
- انتخب عضو مجلس الشيوخ الأسترالي [الإنجليزية]‏ عن دائرة فيكتوريا ‏ (22 فبراير 1950 – 1 فبراير 1968).
- انتخب رئيس وزراء أستراليا (10 يناير 1968 – 10 مارس 1971).

## وصلات خارجية
- جون غورتن على موقع الموسوعة البريطانية (الإنجليزية)
- جون غورتن على موقع مونزينجر (الألمانية)
- جون غورتن على موقع إن إن دي بي (الإنجليزية)